# Opel Olympia A
Der Opel Olympia A war ein Fahrzeugmodell der damals unteren Mittelklasse, das Opel zwischen Sommer 1967 und Mitte 1970 produzierte. Es handelte sich um eine besser ausgestattete Variante des Kadett B.
Einen Opel Olympia gab es bereits von 1935 bis 1953; auch waren verschiedene Versionen des Opel Rekord (bis 1957 sowie bis 1962) so benannt.

## Modellgeschichte

### Allgemeines
Innerhalb der Opel-Palette kam der Olympia A im August 1967 als luxuriöse Ergänzung der unteren Mittelklasse auf den Markt. Der Wagen sollte bis zum Erscheinen des Ascona A die Lücke zum größeren Rekord füllen und bekam einen um die Ecken geführten verchromten Kühlergrill mit weiterem Zierrat sowie eine aufwendigere Inneneinrichtung ohne das nackte Blech der einfachen Kadett-Modelle.
Den Olympia A gab es in drei neuen Karosserie-Varianten: Die zwei- und viertürigen Limousinen besaßen ein Schrägheck, das allerdings keinen praktischen Nutzen hatte, sondern verglichen mit den bisherigen Kadett-Limousinen die Sichtverhältnisse verschlechterte und den Kofferraum von 337 auf 315 Liter verkleinerte. Weiterhin gab es ein neu gestaltetes Coupé (intern: „Coupé F“). Diese Karosserien erhielten fortan auch der Kadett B LS und der Rallye-Kadett. Ab 1971 wurde das „Coupé F“ für alle übrigen Kadett-Modelle verwendet.  
Auch der technische Fortschritt, der mit dem Olympia A einherging (Sicherheitslenksäule, schraubengefederte Hinterachse), wurde direkt für den Kadett B übernommen. Im Juli 1970 endete die Produktion des Olympia A. Das Modell war mit 80.697 gebauten Exemplaren kein besonderer Verkaufserfolg, da es sich zu wenig vom günstigeren Opel Kadett B unterschied. Sein Nachfolger wurde der im November 1970 präsentierte Opel Ascona A mit neu entwickelter und eigenständiger Karosserie. Insbesondere das gegen Aufpreis lieferbare Vinyldach erwies sich Jahre später als Achillesferse dieser späten Olympia-Modelle, da oftmals die Dachbeklebung zur Feuchtigkeits- und dadurch Rostfalle wurde. 

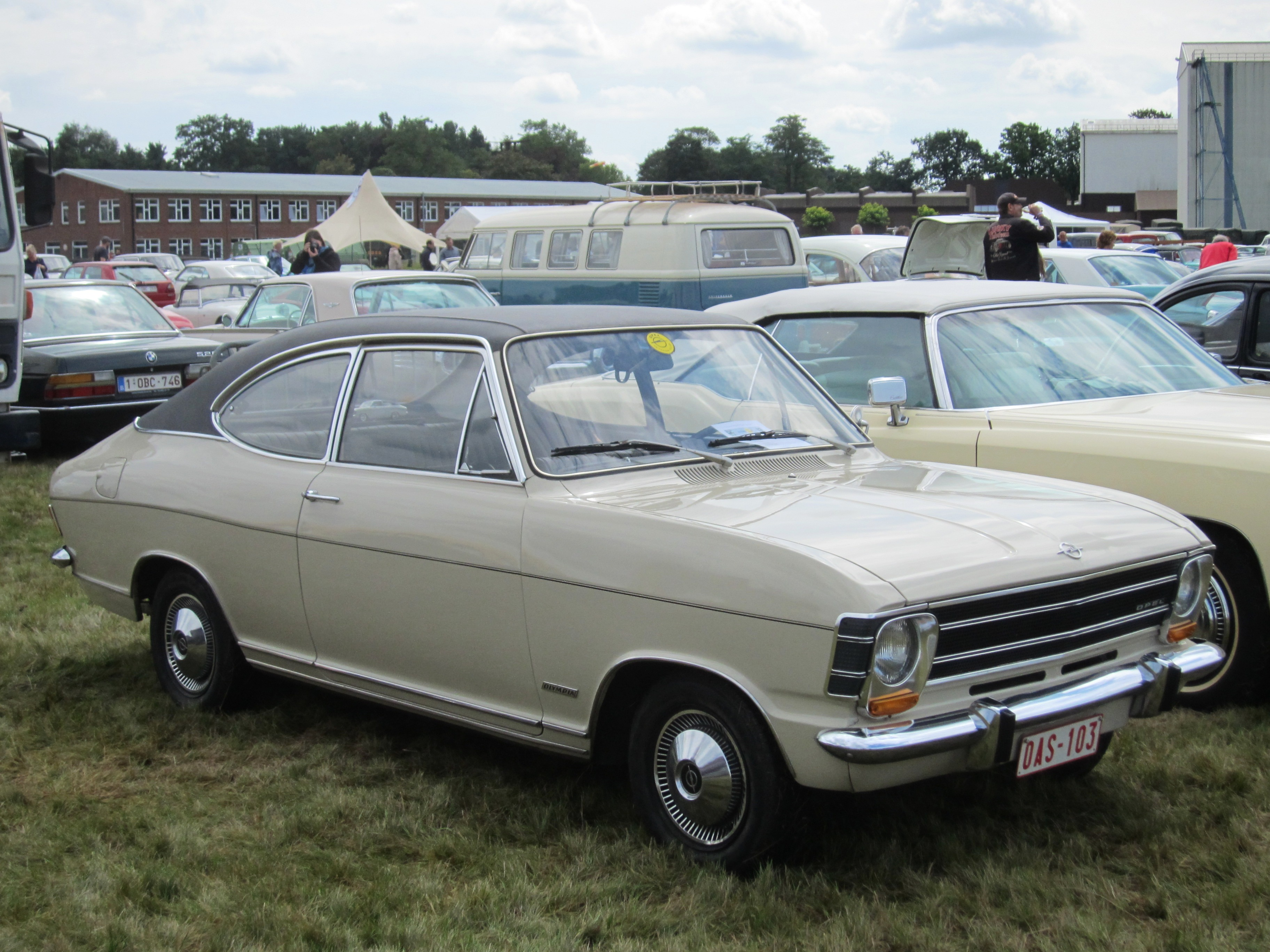
Opel Olympia Coupé (1969)
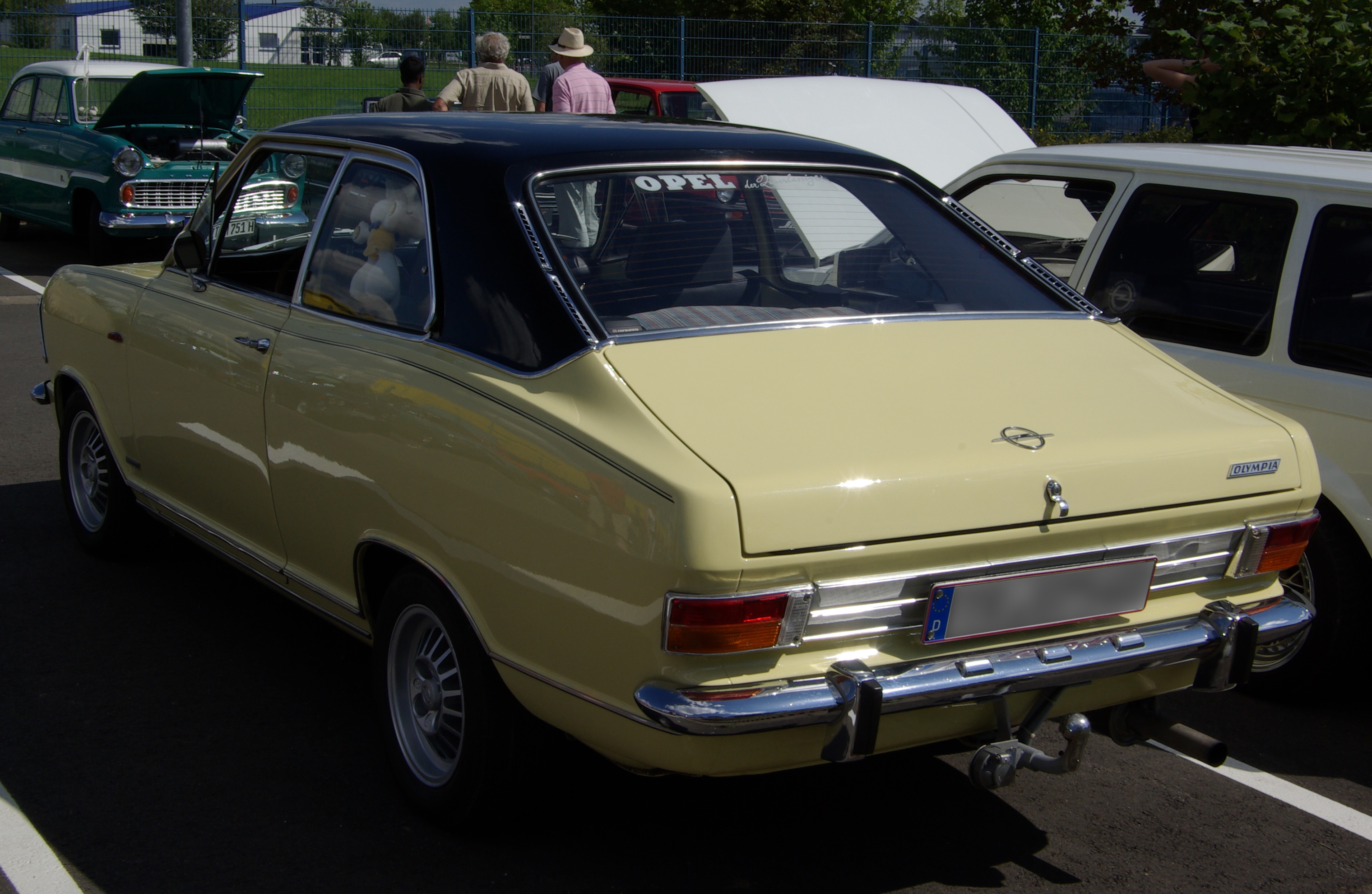
Heckansicht
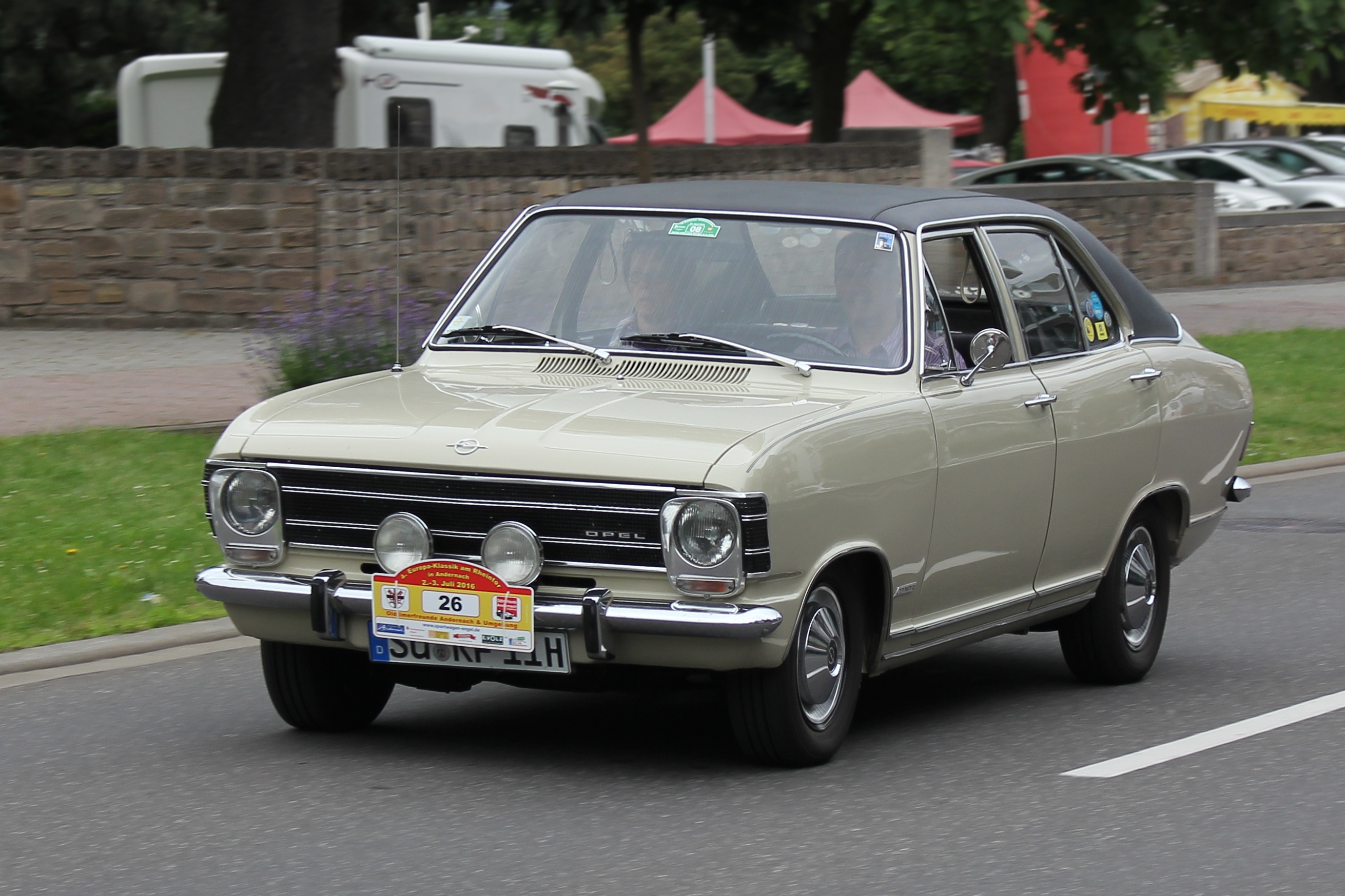
Opel Olympia als Viertürer
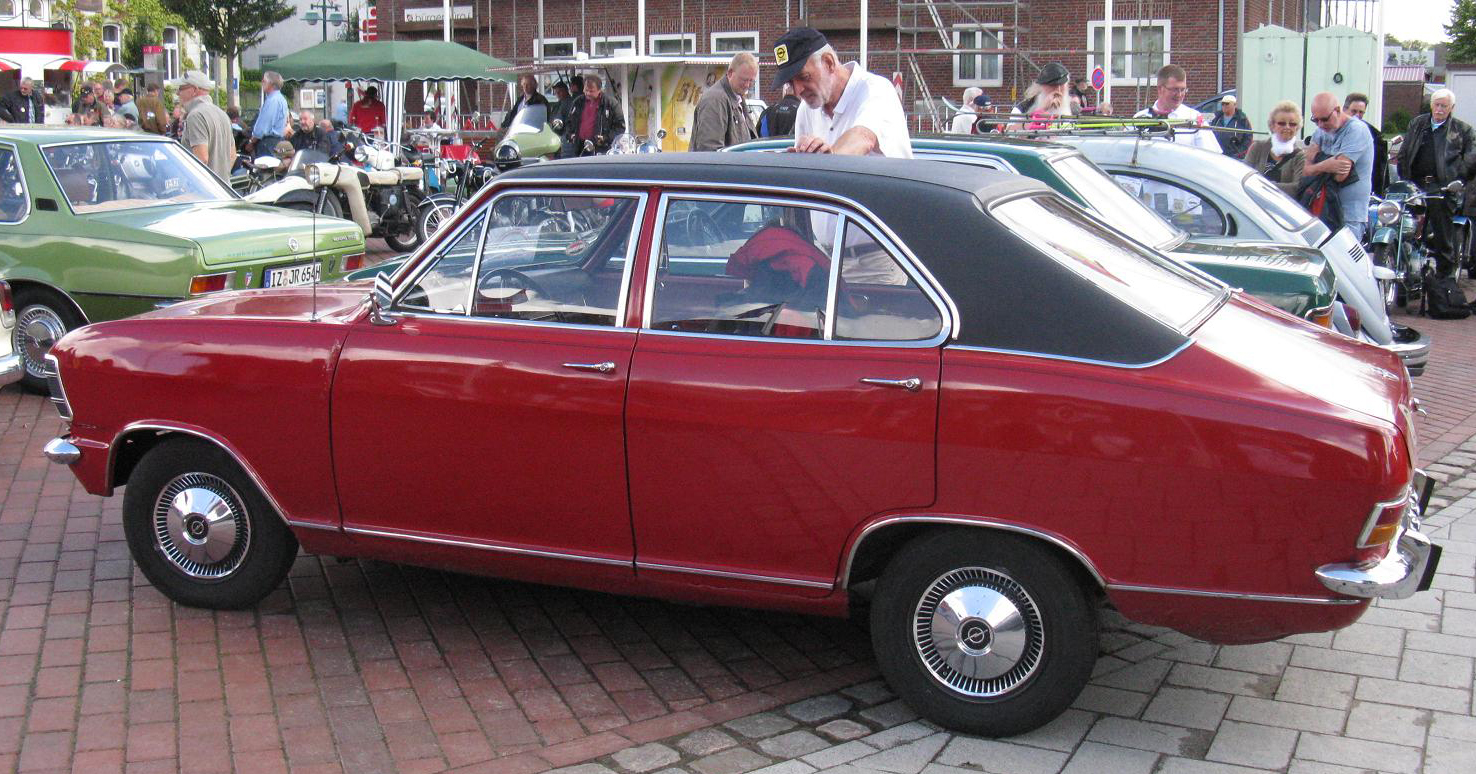
Opel Olympia als Viertürer

### Sonstiges
Die Frontpartie der US-Export-Modelle des Kadett sahen zeitweise dem Olympia A recht ähnlich, tatsächlich stimmen aber nur die Eckstücke überein.

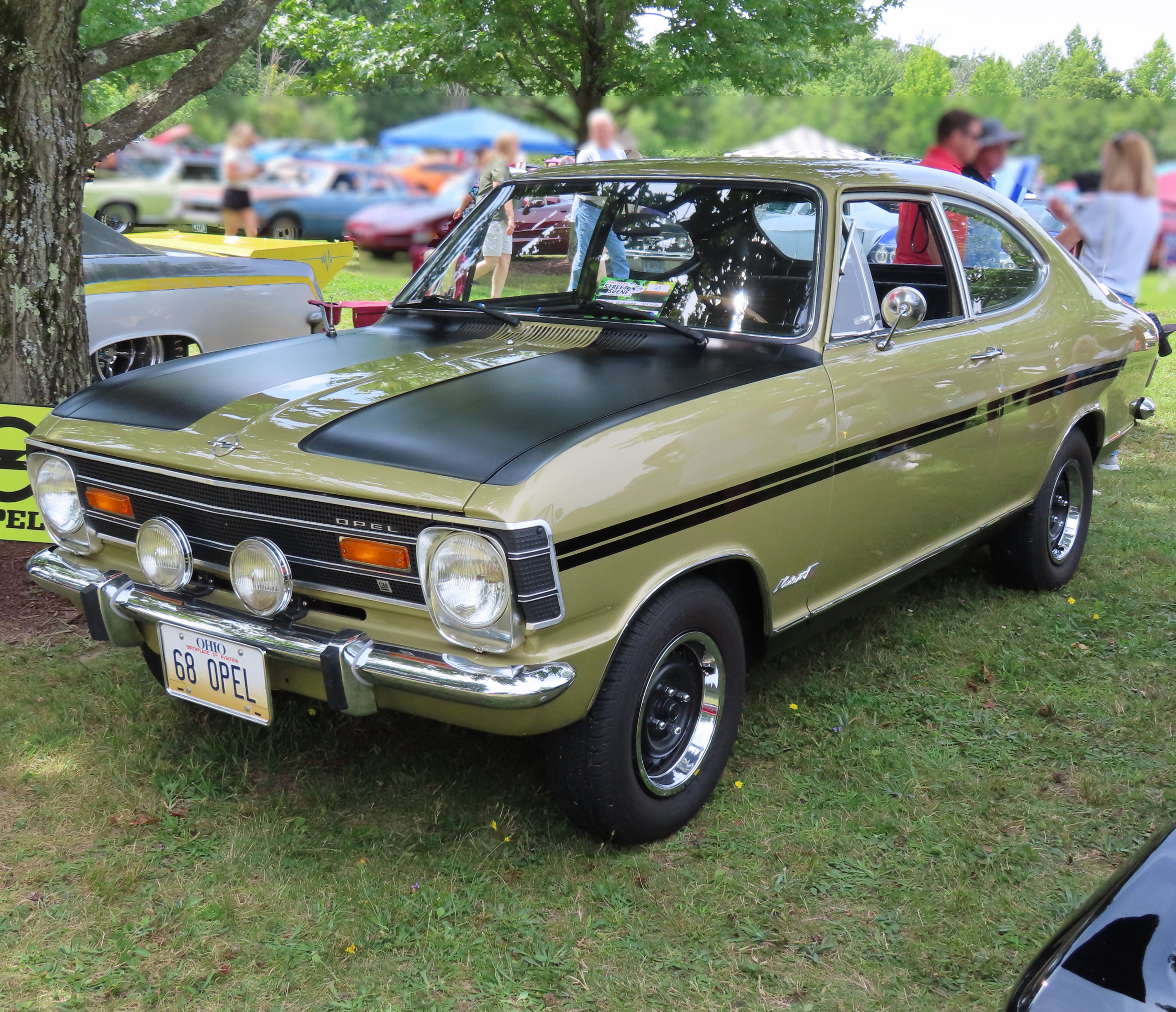
US-Export-Modell des Kadett

### Motoren
Folgende Motoren waren verfügbar:
- 1,1 l SR, OHV-Motor mit 60 PS (44 kW) und Zweivergaseranlage
- 1,7 l S, CIH-Motor mit 75 PS (55 kW)
- 1,9 l S, CIH-Motor mit 90 PS (66 kW; nur Coupé)

Insbesondere mit dem 1,9-l-Motor zählt der Opel Olympia, der stets ein Leergewicht von weniger als 900 kg aufwies, zu einem der agilsten Fahrzeuge seiner Klasse.

## Technische Daten
| Technische Daten Opel Olympia 1967–1970 | | | |
| Opel Olympia                            | 1100 SR | 1700 S | 1900 S |
| Motor                                   | 4-Zylinder-Reihenmotor (Viertakt) | 4-Zylinder-Reihenmotor (Viertakt) | 4-Zylinder-Reihenmotor (Viertakt) |
| Hubraum                                 | 1078 cm³ | 1698 cm³ | 1879 cm³ |
| Bohrung × Hub                           | 75 × 61 mm | 88 × 69,8 mm | 93 × 69,8 mm |
| Leistung (PS) bei 1/min                 | 44 kW (60 PS) 5200 | 55 kW (75 PS) 5200 | 66 kW (90 PS) 5100 |
| Max. Drehmoment bei 1/min               | 85 Nm 3800–5000 | 130 Nm 2800–2900 | 149 Nm 2500–3100 |
| Verdichtung                             | 9,2 : 1 | 9,5 : 1 | 9,5 : 1 |
| Gemischaufbereitung                     | Zwei Fallstromvergaser Solex 35 PDSI | Ein Fallstromvergaser Solex 35 PDSI | Ein Register- Fallstromvergaser Solex 32/32 DIDTA                                                                                        |
| Ventilsteuerung                         | Hängende Ventile (OHV), seitliche Nockenwelle mit Antrieb durch Einfach-Rollenkette                                                      | Hängende Ventile (CIH), obenliegende Nockenwelle mit Antrieb durch Duplex-Rollenkette                                                    | Hängende Ventile (CIH), obenliegende Nockenwelle mit Antrieb durch Duplex-Rollenkette                                                    |
| Kühlung                                 | Wasserkühlung | Wasserkühlung | Wasserkühlung |
| Getriebe                                | 4-Gang-Getriebe, Knüppelschaltung (gegen Aufpreis ab Ende 1968: Opel-Dreigangautomatik)                                                  | 4-Gang-Getriebe, Knüppelschaltung (gegen Aufpreis ab Ende 1968: Opel-Dreigangautomatik)                                                  | 4-Gang-Getriebe, Knüppelschaltung (gegen Aufpreis ab Ende 1968: Opel-Dreigangautomatik)                                                  |
| Vorderachse                             | Einzelradaufhängung an ungleich langen, doppelten Dreiecksquerlenkern, Querblattfeder (Weitspalt-Halbfeder), Teleskopstoßdämpfer         | Einzelradaufhängung an ungleich langen, doppelten Dreiecksquerlenkern, Querblattfeder (Weitspalt-Halbfeder), Teleskopstoßdämpfer         | Einzelradaufhängung an ungleich langen, doppelten Dreiecksquerlenkern, Querblattfeder (Weitspalt-Halbfeder), Teleskopstoßdämpfer         |
| Hinterachse                             | Zentralgelenkachse (Starrachse), Schraubenfedern, Teleskopstoßdämpfer                                                                    | Zentralgelenkachse (Starrachse), Schraubenfedern, Teleskopstoßdämpfer                                                                    | Zentralgelenkachse (Starrachse), Schraubenfedern, Teleskopstoßdämpfer                                                                    |
| Bremsen                                 | Hydraulische Zweikreis-Vierradbremse mit Bremshilfe vorn Scheiben Ø 238 mm, hinten Trommeln Ø 200 mm (bei 1700 S/1900 S hinten Ø 230 mm) | Hydraulische Zweikreis-Vierradbremse mit Bremshilfe vorn Scheiben Ø 238 mm, hinten Trommeln Ø 200 mm (bei 1700 S/1900 S hinten Ø 230 mm) | Hydraulische Zweikreis-Vierradbremse mit Bremshilfe vorn Scheiben Ø 238 mm, hinten Trommeln Ø 200 mm (bei 1700 S/1900 S hinten Ø 230 mm) |
| Aufbau                                  | selbsttragende Ganzstahlkarosserie, Tankinhalt: ca. 40 Liter                                                                             | selbsttragende Ganzstahlkarosserie, Tankinhalt: ca. 40 Liter                                                                             | selbsttragende Ganzstahlkarosserie, Tankinhalt: ca. 40 Liter                                                                             |
| Spurweite vorn/hinten                   | 1250/1274 mm | 1250/1274 mm | 1250/1274 mm |
| Höchstgeschwindigkeit                   | 140 km/h | 153 km/h | 168 km/h |
| 0–100 km/h                              | 17 s | 14 s | 11 s |
| Verbrauch (Liter/100 Kilometer)         | 7,9–10,5 S | 9,4–11,5 S | 9,6–12,0 S |